# Биверкрик (Охајо)
Биверкрик (енгл. Beavercreek) град је у америчкој савезној држави Охајо.

## Демографија
По попису из 2010. године број становника је 45.193, што је 7.209 (19,0%) становника више него 2000. године.
| Група             | 2000.          | 2010.          |
| Белци             | 35.190 (92,6%) | 39.143 (86,6%) |
| Афроамериканци    | 540 (1,4%)     | 1.124 (2,5%)   |
| Азијати           | 1.330 (3,5%)   | 2.671 (5,9%)   |
| Хиспаноамериканци | 433 (1,1%)     | 1.184 (2,6%)   |
| Укупно            | 37.984         | 45.193         |